# Dehio Linz 2009
Das Dehio-Handbuch – Oberösterreich – Linz erschien 2009 als 2. Band einer vom Bundesdenkmalamt begonnenen Dehio-Reihe zu Oberösterreich.
Der Dehio für das Gebiet von Oberösterreich nördlich der Donau, das Mühlviertel, war 2003 als erster Band erschienen. Linz, nach Wien und Graz die drittgrößte Stadt Österreichs, legte einen eigenen Dehio nahe. Linz hat einen vielfältigen Denkmalbestand, neben der spätmittelalterlichen-frühneuzeitlichen Altstadt mit Sakralbauten gibt es gründerzeitliche Stadterweiterungsgebiete bis zu großflächigen Industriegebieten und Siedlungsräumen der 1940er Jahre.

## Entstehung
Mit Erhebungsarbeiten wurde Ende der 1990er Jahre begonnen. Die Arbeiten wurden aber von 2004 bis 2008 durch die gesetzliche Änderung des § 2 des Denkmalschutzgesetzes unterbrochen. Seit 1923 stand pauschal das gesamte öffentliche Gut unter Denkmalschutz, nun wurde die verantwortliche Redakteurin Ulrike Knall-Brskovsky vom Dehio-Projekt abgezogen, weil der Schutzstatus des § 2 je Objekt in einem eigenen administrativen Verfahren zu bestätigen war.
Zu den Recherchen sind die diözesanen Kunstreferenten, zuerst Conrad Lienhardt, später Hubert Nitsch, und der diözesane Bauamtsleiter Wolfgang Schaffer genannt. Weiters werden genannt Bernhard Prokisch vom Linzer Schlossmuseum, Günther Walch als Verwalter des St. Barbara-Friedhofes und Wilhelm Remes vom Collegium Aloisianum. Seitens des Landeskonservates waren der Leiter Wilfried Lipp und die Mitarbeiter Susanne Heilingbrunner und Klaus Kohout beteiligt.
Zu den Recherchen in sonst nicht ohne weiteres öffentlich zugänglichen Bauten werden besonders die Objekte des Bundesheeres, der ÖSWAG, der Chemie Linz, der Voestalpine und der Tabakfabrik genannt.

## Nennung
- Dehio-Handbuch – Oberösterreich – Band II - Linz. Bearbeitet von Beate Auer, Brigitta Fragner, Ulrike Knall-Brskovsky, Paul Mahringer. Beiträge von Johannes Dandler, Heinz Gruber, Willibald Katzinger, Gerd Pichler, Marianne Pollak, Eckart Vancsa. Verlag Berger, Horn/Wien 2009, ISBN 978-3-85028-483-7.